# Grand Crêt d'Eau
Ne doit pas être confondu avec Grand Crêt.
Le Grand Crêt d'Eau, anciennement Grand Credoz, ou Grand Credo, est un sommet du massif du Jura qui correspond en fait à un ensemble de plusieurs crêts dont le plus élevé culmine à 1 621 m d'altitude.

## Toponymie
Le nom originel du sommet est Crêt d'Au, où « crêt », nom générique typiquement jurassien, est associé à un spécifique issu de la déformation d'un mot francoprovençal désignant une prairie ou un alpage, situation que l'on retrouve par exemple dans le toponyme haut-savoyard Saint-Jean-d'Aulps.
Par méconnaissance et francisation abusive, le nom a été retranscrit en Credo, puis Crêt d'Eau sous l'effet d'une probable laïcisation,.

## Géographie

### Situation
Le Grand Crêt d'Eau est situé dans le département de l'Ain sur le territoire des communes de Bellegarde-sur-Valserine, Chézery-Forens, Collonges, Confort, Farges, Lancrans et Léaz. Il correspond à la terminaison sud de l'anticlinal des Monts Jura. Il domine à l'ouest la ville de Bellegarde-sur-Valserine et la vallée de la Valserine, la plaine du Léman à l'est et le défilé de l'Écluse et par-delà le Rhône le Vuache au sud.

### Topographie

Carte topographique du Grand Crêt d'Eau

Le Grand Crêt d'Eau est un ensemble de plusieurs crêts :
- crêt de la Goutte (1 621 m) ;
- crêt du Milieu (1 597 m) ;
- crêt du Miroir (1 584 m) ;
- crêt de l'Éguillon (1 546 m) ;
- crêt des Frasses (1 536 m).

### Panorama
Une table d'orientation a été mise en place au sommet. Par temps clair sont observables toute la haute chaîne du Jura, le lac Léman, le lac du Bourget ainsi que le lac d'Annecy, et les massifs du Mont-Blanc, des Aravis, des aiguilles Rouges, de la Chartreuse, du Vercors, des Écrins, des Alpes bernoises, et de Belledonne.